# بیونویل-سور-نیه
بیونویل-سور-نیه (به فرانسوی: Bionville-sur-Nied) یک کمون در فرانسه است که در Canton of Boulay-Moselle واقع شده‌است.

## خصوصیات
بیونویل-سور-نیه ۸٫۴۳ کیلومترمربع مساحت و ۳۷۱ نفر جمعیت دارد و ۲۱۶ متر بالاتر از سطح دریا واقع شده‌است.